# دونالد نيكولز
دونالد نيكولز (بالإنجليزية: Donald Nichols)‏ هو عسكري أمريكي، ولد في 18 فبراير 1923 في هاكينساك في الولايات المتحدة، وتوفي في 2 يونيو 1992 في توسكالوسا في الولايات المتحدة.